# Gerrhosaurus bulsi
Espèce
Synonymes
- Gerrhosaurus auritus bulsi Laurent, 1954

Gerrhosaurus bulsi est une espèce de sauriens de la famille des Gerrhosauridae.

## Répartition
Cette espèce se rencontre en Angola, en Zambie et au Congo-Kinshasa.

## Description
Cette espèce est ovipare.

## Publication originale
- Laurent, 1954 : Reptiles et batraciens de la région de Dundo (Angola) (Deuxième note). Companhia de Diamantes de Angola (Diamang), Serviços Culturais, Publicações Culturais, n. 23, p. 37-84.